# Yacht Club Santo Stefano

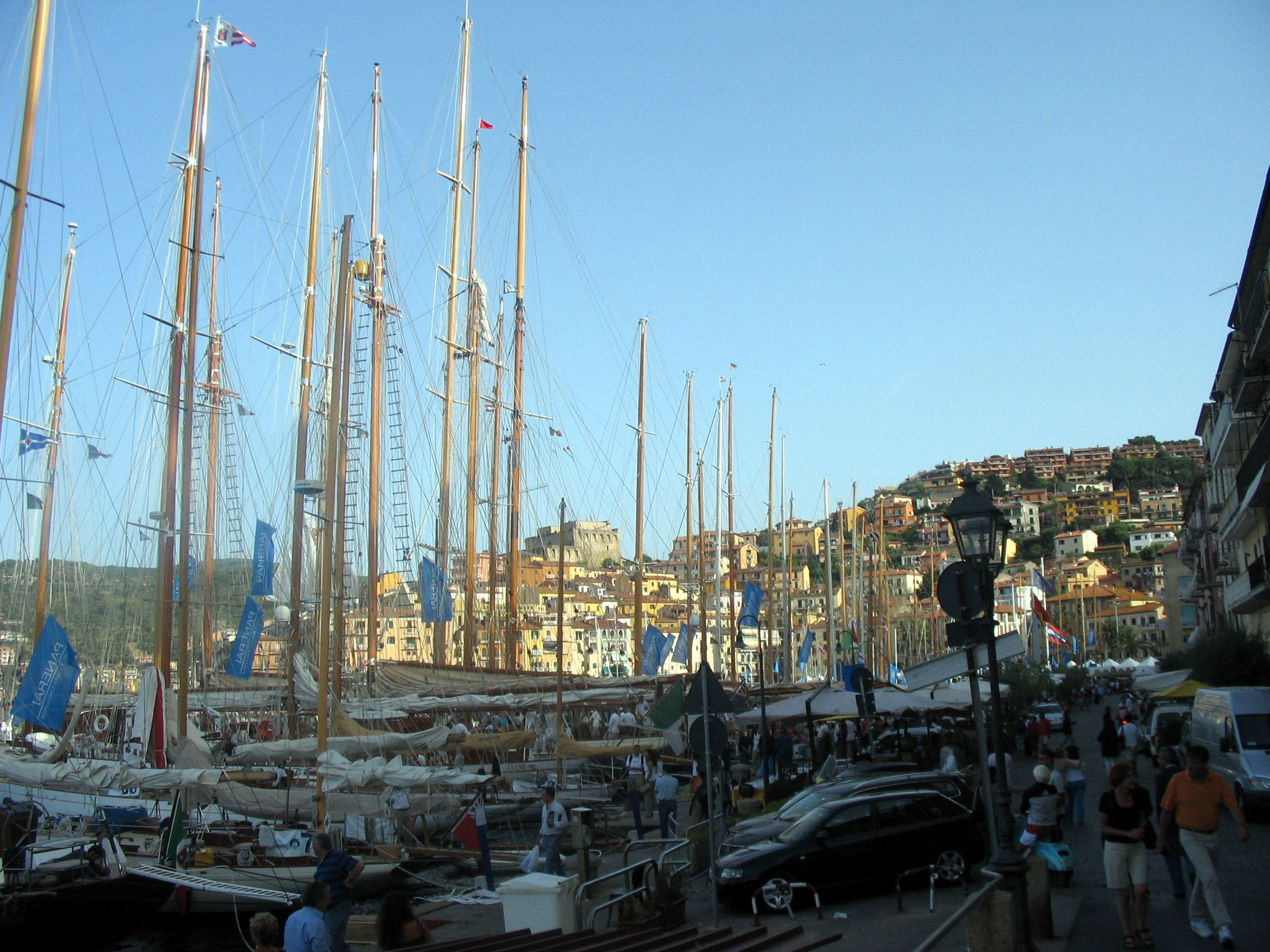
Argentario Sailing week 2006

Le Yacht Club Santo Stefano (YCSS) est un club de sports nautiques italien fondé en 1960 à Porto Santo Stefano, dans la province de Grosseto, en Toscane. 

## Historique
Le premier siège du club était un vieux brigantin, appelé Spluga, amarré dans l'ancienne darse du port. Ce siège d'origine, au fil des ans  devint le lieu de rencontre de beaucoup de célébrités qui à cette époque fréquentaient le promontoire de l'Argentario, parmi lesquelles le roi et la reine des Pays-Bas.
Actuellement, le club est hébergé au Cortesini club house à Porto Santo Stefano, le président est Piero Chiozzi.
Parmi les événements et les courses organisées par le Yacht Club, nous pouvons citer: Pasquavela, qui est l'une des courses les plus importantes dans le paysage sportif de la voile italienne, et la Panerai Argentario Sailing Week, qui s'est tenue dans le cadre magnifique du vieux port, ce qui implique des voiliers historiques du monde entier. Il a vu la participation de nombreux marins de renommée internationale, tels que Germán Frers, Dennis Conner, Doug Peterson et Olin Stephens, tous inclus dans le America's Cup Hall of Fame. Le club participe également à l'organisation du Trofeo dei Reali Presidi di Spagna, qui a lieu dans les eaux de l'archipel toscan.